# John Dahlbäck
John Dahlbäck (Stockholm, 1985) is een Zweeds diskjockey.

## Biografie
Dahlbäck komt uit een muzikale familie. Geïnspireerd door zijn neef Jesper begint John op zijn 15de elektronische muziek te produceren.
Aan het begin van zijn carrière produceert hij voornamelijk deep house muziek. Later worden dit meer Chicago house-klanken. Tegenwoordig wordt Dahlbäck gezien als het nieuwe talent.
Dahlbäck produceert veel muziek. Ook brengt hij regelmatig remixes van bekende artiesten uit. In zijn discografie bevinden zich meerdere bekende labels zoals Dessous Recordings, Morris Audio, Turbo, Brique Rouge, Giant Wheel, Pesto Music, Systematic Recordings, Immigrant, Clubstar, Resopal Schallware en nog veel meer.
Voor de televisieserie Lyckoviken (2020-2022) verzorgde Dahlbäck de muziek.

## Naam en muziek
Dahlbäck is in het verleden onder vele namen bekend geweest, zoals Hug, Huggotron, Kaliber, Jetboy of Beckster. Tegenwoordig brengt hij de muziek onder zijn eigen naam uit. Voornamelijk in de Belgische dancescene lijkt Dahlbäck grote indruk te maken. De hits 'Blink', 'Everywhere' en 'Hustle Up' zijn graag gehoorde mixes in de Belgische clubs.

## Discografie

### Albums
| Album met eventuele hitnotering(en) in de Nederlandse Album Top 100 | Datum van verschijnen | Datum van binnenkomst | Hoogste positie | Aantal weken | Opmerkingen |
| ------------------------------------------------------------------- | --------------------- | --------------------- | --------------- | ------------ | ----------- |
| Winners & fools                                                     | 2008                  |                       |                 |              |             |

### Singles
| Single met eventuele hitnotering(en) in de Nederlandse Top 40 | Datum van verschijnen | Datum van binnenkomst | Hoogste positie | Aantal weken | Opmerkingen |
| ------------------------------------------------------------- | --------------------- | --------------------- | --------------- | ------------ | ----------- |
| Pyramid                                                       | 2008                  | 27-12-2008            | 26              | 7            |             |

| Single met hitnotering(en) in de Vlaamse Ultratop 50 | Datum van verschijnen | Datum van binnenkomst | Hoogste positie | Aantal weken | Opmerkingen |
| ---------------------------------------------------- | --------------------- | --------------------- | --------------- | ------------ | ----------- |
| Blink                                                | 2007                  | 05-01-2008            | 14              | 15           |             |
| Pyramid                                              | 2008                  | 13-12-2008            | 33              | 7            |             |
| Out there                                            | 2009                  | 21-03-2009            | tip6            | -            | met Basto!  |
| Autumn                                               | 2009                  | 12-12-2009            | tip11*          |              |             |
| Start lovin you                                      | 2012                  | 27-10-2012            | tip99*          |              |             |

## Varia
- In het programma De Zwarte Doos op VTM werd een Nederlandstalig woord in het refrein van Blink ontdekt; "zwemshort".